# José Olivio Jiménez
José Olivio Jiménez (Santa Clara, Cuba, 1926-Madrid, España, 2003) fue un crítico literario cubano, que desarrolló su actividad profesional en Estados Unidos y en España. Profesor universitario especializado en la llamada generación del 50 o de los poetas del medio siglo, se han valorado en especial sus estudios sobre poetas como Francisco Brines, Luis Cernuda o José Hierro, o maestros como Antonio Machado, José Martí o Vicente Aleixandre, y su visión global de la poesía hispanoamericana del siglo xx.

## Biografía
Tras sacar título de Bachillerato en su ciudad natal, se doctoró en Filosofía y Letras en la Universidad de La Habana, en 1952. Tres años después sacó el mismo doctorado por la Universidad de Madrid y el de Filología Hispánica por la Universidad de Salamanca. De regreso a su país, trabajó entre 1956-1960 como profesor de Literatura Española en la Universidad Católica de Santo Tomás de Villanueva en La Habana, y colaborando en ese periodo en el Boletín de la Academia Cubana de la Lengua, así como participando en el libro Obra lírica de Juan Carvajal (1959) y colaborando con la revista Ínsula. 
En 1960 se trasladó a los Estados Unidos, donde ejerció como profesor del Hunter College de la Universidad de Nueva York. En ese periodo inicia sus colaboraciones con Eugenio Florit, en trabajos de selección o antología, como Cien de las mejores poesías hispanoamericanas (Estados Unidos, 1965), La poesía hispanoamericana desde el modernismo (Estados Unidos, 1968), Antología de la poesía hispanoamericana contemporánea 1914-1970 (España, 1971) y Prosa escogida (España, 1975). De forma continuada ha sido colaborador de publicaciones especializadas como la Revista Hispánica Moderna, Exilio, Revista Iberoamericana, Cuadernos Hispanoamericanos, Revista de Occidente, Triunfo, Anales de Literatura Hispanoamericana, La Caña Gris, Plural o La Palabra y el Hombre, entre otras.
Instalado en España durante la última etapa de su vida, falleció en Madrid a los 77 años de edad.

## Obra
Además de sus colaboraciones en revistas especializadas como Litoral, Cuadernos Hispanoamericanos, Ínsula, y los trabajos con Eugenio Florit e Irma Emiliozzi, pueden destacarse las monografías sobre:
- Cinco poetas del tiempo: Vicente Aleixandre, Luis Cernuda, José Hierro, Carlos Bousoño, Francisco Brines, Madrid, Ínsula, 1964, 458 págs.
- Emoción y trascendencia del tiempo en la poesía de Luis Cernuda, Crítica y ensayo, 19 págs., [s.f.].
- Estudios sobre poesía cubana contemporánea: Regino Boti, Agustín Acosta, Eugenio Florit, Angel Gaztelu, Roberto Fernández Retamar, Crítica y ensayo, 112 págs., 1967.
- Antología crítica de la poesía modernista hispanoamericana. Madrid, Hiperión, 1995.
- La poesía de Francisco Brines. Editorial Renacimiento, Sevilla, 2001.[5]
- Diez años de poesía española: 1960-1970, Crítica y ensayo, 444 págs., España, 1972.
- La presencia de Antonio Machado en la poesía española de posguerra, Crítica y ensayo, 232 págs., 1983.
- La raíz y el ala: aproximaciones críticas a la obra literaria de José Martí, Ensayo, 306 págs., 1993.